# Луций Кальпурний Бестия (эдил)
Лу́ций Кальпу́рний Бе́стия (лат. Lucius Calpurnius Bestia; умер после 43 года до н. э.) — римский политический деятель из плебейского рода Кальпурниев. В источниках упоминаются два политика с таким именем: народный трибун 62 года до н. э., примкнувший к заговору Катилины, и эдил (предположительно в 59 году до н. э.), кандидат в консулы на 42 год до н. э., друг Марка Туллия Цицерона. Согласно одной из версий, это мог быть один и тот же человек.

## Происхождение
Луций Кальпурний происходил из плебейского рода Кальпурниев, представители которого считали своим предком Кальпа — мифического сына второго царя Рима Нумы Помпилия (к Нуме возводили свои родословные также патриции Эмилии, плебеи Пинарии и Помпонии). 
Ветвь Кальпурниев Бестий возвысилась до консулата в 111 году до н. э. Антиковед Вильгельм Друман предположил, что Бестия-трибун был внуком Бестии-консула, носившего тот же преномен, и сыном одного из «видных сенаторов», который в 90 году до н. э., «не дождавшись вызова в суд, удалился в изгнание, чтобы не отдаться в руки противников».

## Биография
Саллюстий и Аппиан называют в числе сторонников Луция Сергия Катилины в 63 году до н. э. Луция Кальпурния Бестию, избранного народным трибуном на следующий год (отсюда учёные делают вывод, что квестуру он мог занимать в период до 64 года). Согласно плану заговорщиков, этот политик должен был после того, как Катилина возглавит армию в Этрурии, созвать народную сходку и выступить на ней с речью против Марка Туллия Цицерона; это выступление стало бы сигналом для поджога города и начала резни. Заговор был раскрыт, Катилина и многие его приверженцы погибли, но Бестия избежал казни. Во время трибуната он энергично нападал на Цицерона, обвиняя того в бессудной расправе над римскими гражданами; союзником Луция был его коллега Квинт Цецилий Метелл Непот.
В связи с событиями 50—40-х годов до н. э. в сохранившихся источниках упоминается Луций Кальпурний Бестия, который, по мнению Роберта Броутона, был одним лицом с трибуном 62 года до н. э., а по мнению Вильгельма Друмана и Фридриха Мюнцера, должен считаться совсем другим человеком. Этот нобиль в какой-то момент занимал должность эдила, был другом Марка Целия Руфа, Марка Туллия Цицерона и Публия Сестия. В 57 году до н. э., когда Сестий, пытавшийся добиться возвращения Цицерона из изгнания, был ранен во время уличных беспорядков, Бестия спас ему жизнь. В 56 году до н. э. Луций Кальпурний был привлечён к суду за подкуп избирателей; Цицерон стал его защитником и добился оправдательного приговора. Возможно, обвинителем на этом процессе был Марк Целий Руф.
Позже Луций Кальпурний был восстановлен в правах. Известно, что в 44—43 годах до н. э. он принадлежал к «партии» цезарианцев и поддерживал Марка Антония. Бестия претендовал на консулат 42 года до н. э.; отсюда исследователи делают вывод, что ранее он занимал должность претора или, по крайней мере, претендовал на неё. Именно при избрании претором на 56 год до н. э. Луций мог допустить нарушения закона, из-за которых его осудили. В этом случае эдилом он мог быть в 59 году до н. э.
После 43 года до н. э. Бестия уже не упоминается в сохранившихся источниках.

## Семья
Плиний Старший упоминает некоего Луция Кальпурния Бестию, который был женат несколько раз и подозревался в отравлении своих жён; возможно, речь идёт о народном трибуне 62 года до н. э. Предположительно, сыном трибуна был Кальпурний, перешедший по усыновлению в род Семпрониев и ставший в 34 году до н. э. консулом-суффектом.